# Saldatura ad arco sommerso

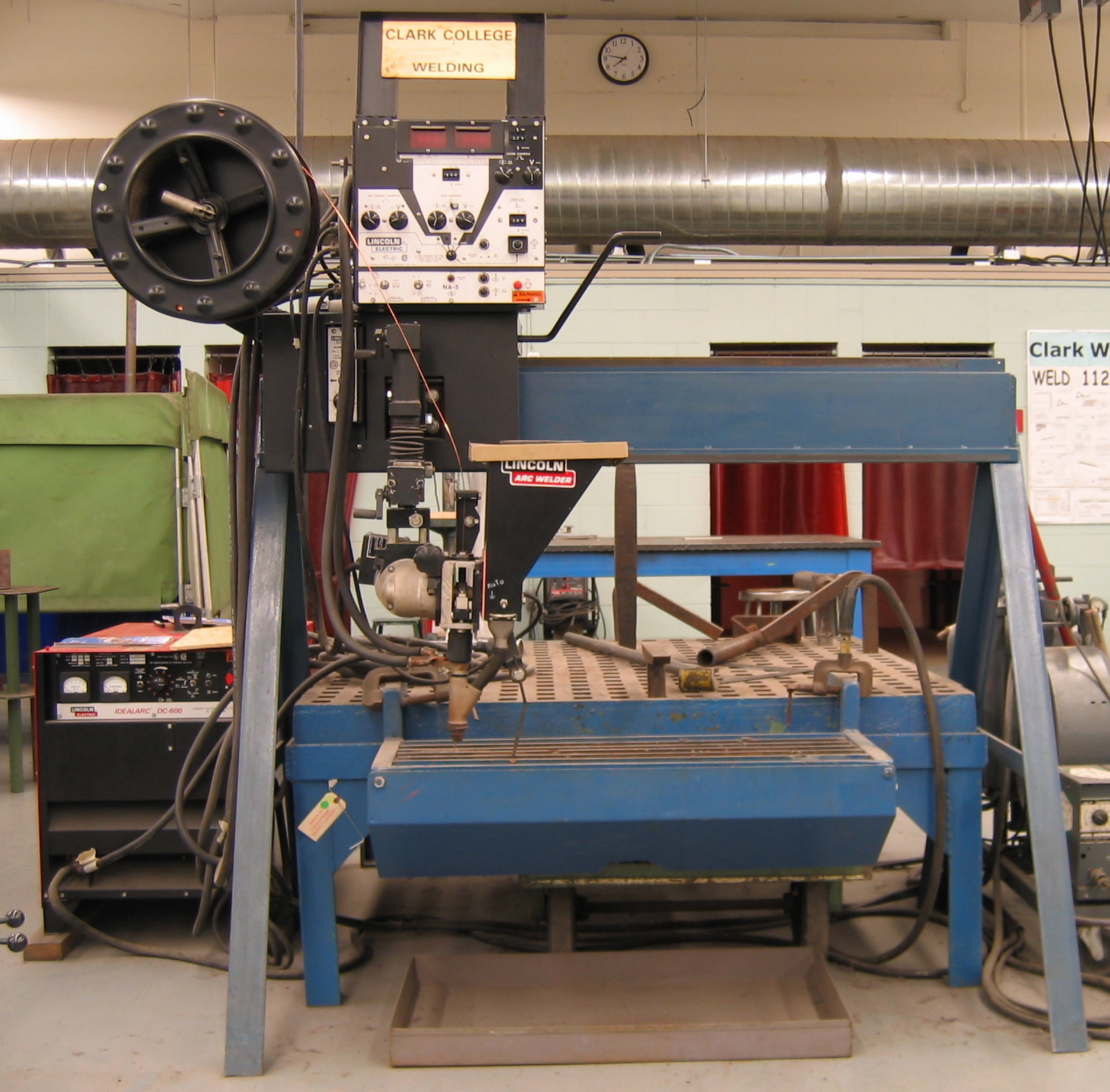
Saldatrice ad arco sommerso usata per formazione professionale.

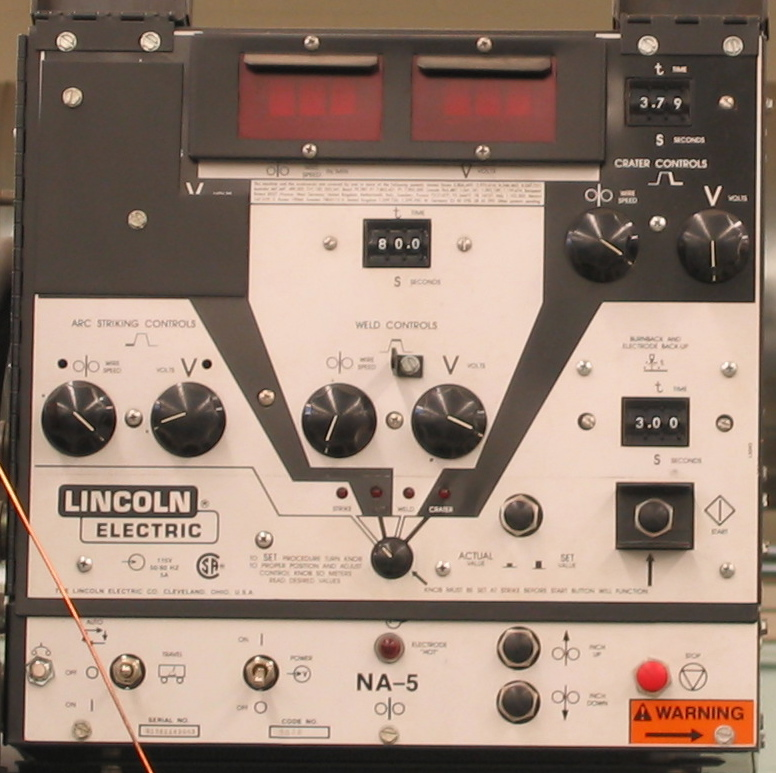
Pannello di controllo della saldatrice.

La Saldatura ad arco sommerso (SAW - Submerged Arc Welding nella terminologia AWS) è un procedimento di saldatura ad arco a filo continuo sotto protezione di scoria. La morfologia generale della zona di saldatura (cioè il fatto che l'arco scocchi sotto la scoria) permette di generare una grande quantità di calore che, essendo schermato dalla scoria, cattiva conduttrice termica, resta localizzato nel bagno di saldatura. Quindi la saldatura ad arco sommerso permette di operare con elevate velocità di saldatura e di deposito. La saldatura ad arco sommerso è un processo che può essere reso completamente automatico e può effettuare sia saldature longitudinali in posizione piana che saldature circonferenziali su posizionatori.

## Codifica
Il procedimento è così codificato:
SAW (secondo la norma AWS)
121 (secondo la norma ISO EN 4063)

## Linee generali del procedimento
Nella saldatura ad arco sommerso l'elettrodo è un filo continuo, che opera immerso in un letto di flusso, cioè di materiale solido, granulare, che in parte fonde e lascia una scoria di protezione sul cordone di saldatura. Il filo viene alimentato a velocità costante e l'arco viene spostato in avanti sempre a velocità costante. Quindi una macchina per saldatura ad arco sommerso è composta da:
- generatore di corrente
- alimentatore del filo (avvolto su un aspo) a velocità costante, montato su un carrello che trasla lungo la linea di saldatura
- tramoggia contenente il flusso, che lo lascia cadere davanti al filo
- eventuale dispositivo di recupero del flusso non fuso (che si muove dietro alla testa saldante)

La denominazione arco sommerso viene dal fatto che l'arco, scoccando sotto il letto di flusso, non è visibile all'esterno. Questo processo, considerando le sue caratteristiche, è facilmente automatizzabile, ed anzi è stato sviluppato e si è diffuso proprio allo scopo di avere un sistema automatico di saldatura con forte penetrazione.
Dato che, man mano che la saldatura procede, la scoria (inizialmente liquida) solidifica sopra il cordone di saldatura, continuando a proteggerlo dal contatto con l'atmosfera, alla fine di ogni passata di saldatura è necessario rimuoverla per poter effettuare la passata successiva.
La presenza di un flusso granulare necessario a proteggere il bagno di saldatura limita le posizioni in cui può essere usata la saldatura ad arco sommerso, praticamente solo alla posizione in piano. In particolare, mentre non sussistono difficoltà ad effettuare giunti longitudinali (cioè lungo la generatrice di un cilindro), giunti circonferenziali possono essere realizzati con questa tecnologia solo in unione a macchine di posizionamento che operino collegate alla macchina saldatrice in modo tale che il segmento di giunto che viene saldato in quel momento sia in posizione piana.

## Utilizzo della saldatura ad arco sommerso
Il costo delle macchine per questo tipo di saldatura è notevole, quindi l'uso di questa tecnologia deve essere valutato, da un punto di vista economico oltre che da un punto di vista tecnico, in particolare considerando se l'aumento di produttività ottenuto permette di ammortizzare la spesa della macchina in un tempo ragionevole.
Partendo da queste premesse e considerando le caratteristiche di elevato apporto energetico strettamente legate a questa tecnologia, l'uso più diffuso di questa tecnica è nella costruzione di recipienti (caldareria) di forte spessore. L'elevata riproducibilità delle condizioni operative di questo tipo di saldature rende l'arco sommerso molto adatto a produzioni di serie, dato che, una volta definiti i parametri operativi e la composizione dei flussi, praticamente non sussistono eventi esterni tali da perturbare le operazioni.
Dato il forte apporto termico e gli spessori elevati, la saldatura ad arco sommerso viene utilizzata praticamente solo per acciai al C, anche se non esistono controindicazioni teoriche per l'utilizzo con acciai inossidabili austenitici o leghe non ferrose.

## Il filo
Il filo per la saldatura ad arco sommerso è fornito generalmente come filo pieno o come nastro, per la saldatura di acciai fortemente legati possono essere usati fili cavi che contengono gli elementi di lega. Nel caso che la presenza di Cu non provochi danni al materiale da saldare si preferisce usare fili ramati esternamente, come protezione contro lo sfregamento degli organi di alimentazione e per aumentare la conducibilità elettrica del filo; nel caso non sia possibile la ramatura, generalmente i fili vengono nichelati. Le dimensioni del filo variano normalmente da 1,2 a 6,4 mm (da 1/16 a 1/4 di in) di diametro. Con i fili di diametro più elevato la corrente d'arco può arrivare a 1600 A.
In genere il filo viene fornito su aspi del peso da 10 a 500 kg.
La saldatura ad arco sommerso può avvenire anche con immersione in azoto liquido per mezzo di botti stagnate in piombo nichelato fustellato.

## I flussi
Le funzioni del flusso sono quelle di
- favorire la stabilità dell'arco
- schermare il bagno di saldatura dall'atmosfera
- disossidare e purificare il bagno di saldatura
- modificare la composizione del materiale del cordone di saldatura

I componenti principali del flusso sono MnO-SiO2 o CaO-SiO2, in base ai diagrammi di stato rispettivi vengono determinati gli intervalli di fusione e le strutture che si formano nella scoria. In genere i composti presenti nel flusso sono:
- composti di Mn e di Si con funzioni disossidanti
- silicati di Na o K, con funzioni agglomeranti e ionizzanti per migliorare la stabilità dell'arco
- biossido di Ti (rutilo) per aumentare la tensione superficiale e la viscosità del bagno
- composti di Ca e Mg che reagiscono con S e P per depurare il bagno, questi composti conferiscono al flusso un comportamento basico
- CaF2 che funziona come fondente, tuttavia la sua funzione antiionizzante rende l'arco meno stabile, quindi deve essere usato insieme a forti quantità di sali di K
- possono essere presenti ferroleghe con funzioni metallurgiche

Per quanto riguarda il comportamento elettrico, il flusso solido deve essere sempre isolante, altrimenti si avrebbero forti dispersioni di potenza elettrica in zone non interessate alla saldatura, invece il flusso fuso può essere anche molto conduttivo (un flusso con conducibilità elettrica molto elevata porta la saldatura da arco sommerso a condizioni operative simili a quelle della saldatura a elettroscoria). In genere si opera con flussi contenenti quantità notevoli di silicato di calcio, che permette un sia pur limitato passaggio di corrente attraverso la scoria fusa.
L'azione protettiva viene svolta essenzialmente dal flusso in fase liquida (non in fase gassosa come nell'utilizzazione di elettrodi rivestiti), questo dovuto principalmente al fatto che la quantità di flusso presente, rapportata al metallo del filo, è molto superiore alla quantità di rivestimento rapportata al metallo dell'elettrodo.
Operativamente al flusso sono richieste diverse caratteristiche:
- avere forte viscosità ad alta temperatura per coprire il bagno di saldatura
- formare una scoria sufficientemente fragile da permetterne l'asportazione dopo l'esecuzione della passata di saldatura
- la temperatura di fusione e la densità del flusso fuso devono essere entrambe inferiori a quelle del metallo di saldatura (per la temperatura di fusione è consigliato un valore attorno ai 1300 °C)
- avere un'opportuna granulometria, la percentuale di particelle di flusso di piccole dimensioni deve tendere ad aumentare con elevate correnti d'arco.

I flussi possono essere classificati in base a (classificazione europea):
- sistema di fabbricazione
  - agglomerati
  - prefusi
- attività metallurgica
  - MS (Manganese Silicate) - Silicio e manganese
  - CS (Calcium Silicate) - Silicio e calcio
  - AR (Aluminate Rutile) - Alluminio e rutilo
  - AB (Aluminate Basic) - Alluminato, calcio e magnesio
  - FB (Fluorides Basic) - Fluoro, calcio e magnesio

L'AWS (classificazione USA) classifica invece i flussi principalmente in base alle caratteristiche meccaniche del deposito.
I flussi prefusi vengono ottenuti per fusione di materie grezze fuse in forno elettrico e successivamente raffreddate sotto getto d'acqua. L'aspetto del flusso fuso è vetroso. I vantaggi sono una buona omogeneità chimica, minore igroscopicità, facile riciclaggio, reazioni metallurgiche ripetibili. Non sempre è possibile realizzare flussi per le alte temperature richieste per la fusione (superiori a 1500 °C).
I flussi agglomerati vengono ottenuti per mescolanza di materie grezze mescolate a secco. Successivamente queste miscele sono formate in palline in presenza di silicato di sodio o potassio e di un liquido. Infine il flusso viene essiccato in forno (a temperature inferiori a quelle richieste per la fusione) e macinato. Rispetto ai flussi fusi si ha una maggiore facilità di aggiunta di disossidanti ed elementi di lega. D'altra parte, i flussi agglomerati sono sensibilmente più igroscopici dei flussi fusi e c'è la possibilità che cambino la composizione per segregazione dei componenti.

## Difetti tipici della saldatura ad arco sommerso
La saldatura ad arco sommerso, essendo un processo automatico, può produrre saldature di qualità media più elevata di quella di saldature effettuate manualmente, tuttavia non si può dire che queste saldature siano totalmente esenti da difetti, se non altro per l'elevato apporto termico legato alla tecnologia stessa.
Data la presenza di flusso e la necessità di asportare la crosta di scoria sovrapposta alle passate di saldatura, è possibile avere inclusioni di scoria, soprattutto alla radice della saldatura ed in prossimità del cianfrino.
Altri difetti possibili in questa tecnologia sono le porosità, dovute generalmente all'inquinamento del bagno di saldatura da parte di materiali estranei (per es. grasso o vernice) o all'umidità del flusso (particolarmente se è agglomerato). Sono possibili anche mancanze di fusione, nel caso che l'arco per qualsiasi motivo diventi instabile o che l'apporto termico specifico sia insufficiente.
Infine, fra i difetti metallurgici, è facile riscontrare cricche a caldo, dovute ad un bagno fuso avente una profondità eccessiva rispetto alla larghezza, specialmente in presenza di impurità quali S e P. In questo processo è possibile incontrare anche
cricche a freddo, in questo caso dovute a inadeguata deumidificazione del flusso (presenza di H), oltre che a parametri di saldatura non adeguati.